# غوستاف أدولف شور
غوستاف أدولف شور (بالألمانية: Gustav-Adolf Schur) مواليد 23 فبراير 1931 في ألمانيا الشرقية، هو دراج ألماني سابق. سبق أن شارك في دورة الألعاب الأولمبية الصيفية وفاز بميدالية أولمبية. فاز ببطولة العالم لسباق الدراجات على الطريق مرتين الأولى في سنة 1958 والثانية في 1959.

## الميداليات
| الميدالية | المسابقة                                    |
| --------- | ------------------------------------------- |
| برونزية   | الألعاب الأولمبية الصيفية 1956              |
| فضية      | الألعاب الأولمبية الصيفية 1960              |
| ذهبية     | بطولة العالم لسباق الدراجات على الطريق 1958 |
| ذهبية     | بطولة العالم لسباق الدراجات على الطريق 1959 |
| فضية      | بطولة العالم لسباق الدراجات على الطريق 1960 |

## روابط خارجية
- غوستاف أدولف شور على موقع IMDb (الإنجليزية)

- غوستاف أدولف شور على موقع أرشيف الدراجات (الإنجليزية)
- غوستاف أدولف شور على موقع إحصائيات الدراجات الإحترافية (الإنجليزية)
- غوستاف أدولف شور على موقع أوليمبيديا (الإنجليزية)